# 제2차 고려-거란 전쟁
1010년(현종 1년) 11월 요 성종은 직접 40만 대군을 거느리고 고려를 침략했다. 당시 고려는 목종의 모후인 천추태후(千秋太后)와 김치양(金致陽)이 불륜관계를 맺고, 목종을 대신해 그 사이에 나온 아들을 왕으로 잇게 하려하자 서북면도순검사 강조(康兆)가 군사를 일으켜 김치양과 천추태후의 세력을 숙청한 뒤에 홧김에 목종까지 폐위해버리고 대량원군 왕순을 옹립한 뒤에 조정을 장악하게 된다. 이를 강조의 정변이라고 하는데 요나라는 이 정변을 구실로 삼아서 강조의 죄를 묻는다는 이유로 40만 대군을 일으켜 고려를 침공하게 된다 
그러나 제2차 고려-거란 전쟁에서 거란이 침략한 진짜 의도는 송나라와의 교류를 완전히 막아 고려와 거란간의 관계를 다시 확인시키고, 강동 6주를 되찾으려는 데 있었다.
거란군은 먼저 흥화진을 공격했으나 성주 양규의 항전으로 함락하지 못했다. 현종은 강조를 행영도통사(行營都統使)로 삼아 30만 군을 거느리고 통주에 나가 막게 했으나 크게 패배했고 요 성종은 강조를 사로잡아 죽였다.
거란은 이어 곽주, 안주 등의 성을 빼앗고, 개경까지 함락시켰다. 이에 고려 조정에서는 다시 항복론을 주장하는 목소리가 거세졌으나 강감찬의 반대로 현종은 나주로 피신했다. 그러나 거란군은 개경의 함락에만 서둘러 흥화진, 구주, 통주, 서경 등을 그대로 두고 내려왔기 때문에 병참선이 차단되었다. 이에 요는 고려가 하공진을 보내 화친을 청하자 현종이 친조(親朝)한다는 조건으로 이를 받아들이고, 돌아가는 도중 구주 등에서 양규와 김숙흥(金叔興) 등의 공격을 받아 많은 피해를 입었다. 양규와 김숙흥은 이 전투에서 전사하였다.

## 같이 보기
- 고려-거란 전쟁